# Make Love, Not Warcraft
Make Love, Not Warcraft (même titre en version originale) est le sixième épisode de la dixième saison de la série animée South Park, ainsi que le 147e épisode de l'émission.

## Synopsis
Tous les enfants de South Park (sauf Butters qui joue à Hello Kitty) se sont pris de passion pour le jeu d'aventure en ligne de type MMORPG World of Warcraft, ce qui pousse Randy Marsh, le père de Stan, à s'y mettre aussi. Toutefois, un joueur obsessionnel, nommé Jenkins (Jarod Nandin de son vrai nom), passe son temps à tuer tout ce qui se trouve sur son chemin — ce qui est contraire aux règles et à l'esprit du jeu — et empêche les autres joueurs de finir leurs quêtes. Chez Blizzard Entertainment, la société à l'origine de Warcraft, les créateurs sont très inquiets car tous les joueurs dont les personnages sont tués à répétition par Jenkins cessent de jouer. Ils veulent se débarrasser du mauvais joueur en question, mais leur président avoue qu'ils ne peuvent rien faire, car Jenkins a tellement joué (pendant un an et demi, presque vingt-quatre heures par jour et sept jours sur sept) qu'il a atteint un très haut niveau d'expérience, qui le rend plus puissant que les administrateurs du jeu eux-mêmes. Peu importe le niveau, aucun joueur ne peut battre Jenkins, qui est même capable de vaincre une armée au grand complet sans recevoir de dommages.
Cartman et sa bande (incluant leurs camarades d'école, en plus de Butters) décident de s'unir pour tuer le personnage de ce mauvais joueur et se venger, mais Jenkins les extermine tous lors de l'affrontement avec l'aide des scorpions qu'il a invoqué. À la suite de cette humiliante défaite, les enfants de South Park ne veulent plus jouer, mais Cartman convainc Stan, Kyle et Kenny de revenir dans le jeu pour une ultime tentative pour tuer Jenkins. Les quatre amis vont devoir passer tout leur temps à jouer (21 heures par jour, durant 7 semaines), sans faire les quêtes habituelles, mais en tuant exactement 75 340 285 sangliers dans la forêt pour faire augmenter le niveau de leur personnage. Une fois un niveau suffisamment élevé atteint, ils pourront s'attaquer tous ensemble à Jenkins.
Les responsables de Blizzard remarquent bientôt la progression des quatre garçons et décident de leur venir en aide grâce à une épée surpuissante, « l'Épée des 1000 Vérités », qu'ils ont gardée en réserve sur une clé USB car elle était trop puissante pour figurer dans le jeu. N'arrivant pas à retrouver les enfants qui ont déjà entamé le combat, cloîtrés dans le sous-sol de la maison de Cartman, les dirigeants de Blizzard remettent la clé à Randy. Il parvient à transférer l'arme à son fils dans le jeu avant que son personnage soit tué. Stan utilise l'épée pour brûler complétement l'énergie de Jenkins. Kenny et Kyle l'envoient au tapis, pour laisser Cartman l'achever d'un puissant coup de masse sur la tête. Le personnage de Jenkins est enfin éliminé, au grand choc de ce dernier et à la grande joie des autres joueurs de Warcraft. Devenus obèses, couverts de boutons et parlant en jargon d'un ton morne, les quatre garçons se remettent au jeu de plus belle pour reprendre leurs quêtes.
Dans cet épisode, Kenny meurt dans le MMORPG mais pas dans le monde réel.

## Production
L'épisode utilise des images de synthèse pour toutes les scènes se déroulant dans World of Warcraft, grâce à la technique des machinima. Il était à l'origine prévu pour être le quatorzième épisode de la saison 9, mais il a dû être repoussé à cause de la difficulté pour créer les animations.
Il a été réalisé en étroite collaboration avec Blizzard Entertainment, la société créatrice de Warcraft, pour la réalisation des animations. Blizzard a gracieusement fourni des moyens techniques ainsi que le serveur de l'extension The Burning Crusade. Cependant, certaines scènes ont été modifiées et contiennent des éléments qui n'existent pas dans le jeu : les personnages qui bougent les lèvres pour parler, une scène gore ou encore un humain chasseur, bien que ce dernier élément fût intégré au jeu dans une extension sortie après la diffusion de l'épisode.
Warcraft, et plus tard Hearthstone, feront d'autres références à cet épisode devenu célèbre via des succès, des armes et des cartes.

## Récompenses
Cet épisode a valu à la série South Park son deuxième Emmy Award en septembre 2007 pour le meilleur programme d’animation de moins d’une heure, le premier ayant été décerné pour l'épisode Potes pour la vie.